# Tomodon
Tomodon este un gen de șerpi din familia Colubridae.

Cladograma conform Catalogue of Life:
| Tomodon | \| \| Tomodon dorsatus \| \| \| \| \| \| Tomodon ocellatus \| \| \| \| \| \| Tomodon orestes \| \| \| \| |
|         | \| \| Tomodon dorsatus \| \| \| \| \| \| Tomodon ocellatus \| \| \| \| \| \| Tomodon orestes \| \| \| \| |
|         | Tomodon dorsatus                                                                                         |
|         | |
|         | Tomodon ocellatus                                                                                        |
|         | |
|         | Tomodon orestes                                                                                          |
|         | |